# Return to Ommadawn
Return to Ommadawn es el 26.º álbum de estudio, y a la vez el último, de Mike Oldfield. 
Fue publicado el 20 de enero de 2017 en los formatos de CD, CD/DVD y LP y para descarga digital por el sello discográfico Virgin EMI Records. El formato CD/DVD-Audio contiene una versión en sonido envolvente 5.1.

## Background
Mike Oldfield siempre tuvo en mente realizar una secuela de su tercer álbum, y había jugado con esa idea de crear una secuela de Ommadawn en el pasado: Amarok se compuso para terminar siendo Ommadawn II, pero al final tomó su propia dirección.
El 16 de octubre de 2015, declaró en Twitter "Continúo trabajando con algunas ideas para "Un Nuevo Ommadawn" durante la última semana, espero que funcione." El 8 de mayo de 2016, declaró en su página de grupo de Facebook que la secuela de Ommadawn con el título de Return to Ommadawn estaba finalizada, estando a la espera de una fecha de lanzamiento por la compañía discográfica.
El 7 de diciembre de 2016, anunció en Facebook que la fecha de lanzamiento sería el 20 de enero de 2017, adjuntando también una muestra de 30 segundos, y la emisora de radio BBC Radio 2 emitió una versión exclusiva para la radio de 3 minutos.
Return to Ommadawn es el primer álbum desde Incantations, publicado en 1978, que nombra cada tema como "Parte Una", "Parte Dos", etc, en cada cara del vinilo.
El álbum fue bien recibido tanto por los medios de comunicación como por la crítica, y la música catalogada como un estilo de regreso a sus raíces.

## Lista de temas
1. "Return to Ommadawn (Part One)" (Mike Oldfield) – 21:10
2. "Return to Ommadawn (Part Two)" (Mike Oldfield) – 20:57

## Músicos
Todos los instrumentos que se incluyen en la lista son tocados por Mike Oldfield:
| Instrumentos de cuerda: - Guitarra acústica - Guitarra flamenca - Bajo eléctrico - Bajo acústico - Guitarras eléctricas - Mandolinas - Banyo - Ukulele - Arpa celta Teclados: - Vox Continental órgano - Órgano Hammond - Órgano Farfisa - Mellotron - Solina - Clavioline - Piano | Percusión: - Bodhrán - Tambores africanos - Glockenspiel Otros: - Flautas irlandesas en B♭, C, D, E♭, F y G - Efectos vocales prestados del original Ommadawn Amplificadores: - Mesa Boogie - Fender Twin |

## Listas de ventas
| Listas (2017)                      | Posición |
| ---------------------------------- | -------- |
| Alemania (Media Control Charts)    | 3        |
| Australia (ARIA)                   | 61       |
| Austria (Ö3 Austria)               | 6        |
| Bélgica (Ultratop flamenca)        | 31       |
| Bélgica (Ultratop valona)          | 21       |
| Canadá (Billboard Canadian Albums) | 89       |
| República Checa (ČNS IFPI)         | 2        |
| España (PROMUSICAE)                | 1        |
| Francia (SNEP)                     | 44       |
| Hungría (MAHASZ)                   | 4        |
| Irlanda (IRMA)                     | 43       |
| Italia (FIMI)                      | 26       |
| Países Bajos (Album Top 100)       | 28       |
| Polonia (ZPAV)                     | 23       |
| Portugal (AFP)                     | 45       |
| Reino Unido (UK Albums Chart)      | 4        |
| Suecia (Sverigetopplistan)         | 38       |
| Suiza (Schweizer Hitparade)        | 8        |